# The Hobbit: The Desolation of Smaug
The Hobbit: The Desolation of Smaug is de tweede film uit de Hobbit-trilogie naar het boek The Hobbit van J.R.R. Tolkien. De film is het vervolg op The Hobbit: An Unexpected Journey, onder regie en productie van Peter Jackson. De film beslaat voornamelijk de route naar Erebor en de voorbereiding van The necromancer op de volgende film.

## Verhaal
In het begin van de film zit de dwerg Thorin Eikenschild met de tovenaar Gandalf in de herberg De steigerende pony in het stadje Breeg. Gandalf vertelt Thorin dat iemand een prijs op z'n hoofd zet. Die iemand is in werkelijkheid Azog, een Ork. Gandalf geeft Thorin een mysterieuze sleutel en ze spreken af om naar de Eenzame Berg te gaan om het koninkrijk Erebor te heroveren van de draak Smaug. Gandalf vertelt aan Thorin dat ze een inbreker nodig hebben.
Een jaar later worden de dwergen van Thorins gezelschap, de Hobbit Bilbo Balings en Gandalf achtervolgd door Orks en Wargs. Gandalf weet een huis te vinden waar Thorins gezelschap in kan overnachten. Het huis is van Beorn, een huidverwisselaar, die Thorins gezelschap niet echt hartelijk verwelkomt. De volgende dag gaan de dwergen naar het woud Demsterwold. Gandalf besluit niet mee te gaan, hij gaat naar Dol Guldur. Thorin, Bilbo en de Dwergen raken in het Demsterwold het elfenpad kwijt dat ze moesten volgen. Opeens worden ze gevangengenomen door reuzenspinnen, terwijl Bilbo op de top van een boom over het bos kijkt. Bilbo beseft dat z'n vrienden in gevaar zijn en doet de Ring om zijn vinger zodat hij onzichtbaar is. Hij weet tijdens het gevecht met de spinnen Thorin en de dwergen te bevrijden uit de reusachtige spinnenwebben. Maar dan komen er Boselfen aan die Thorin en de dwergen gevangennemen. De elfen nemen hen mee naar het paleis van de elfenkoning Thranduil, die Thorin gaat ondervragen en niet met hem tot overeenstemming komt. Bilbo (die nog steeds onzichtbaar is) gaat het paleis binnen. Daar ontdekt hij dat de elfen af en toe wijnvaten in de rivier gooien. Daarna bevrijdt hij Thorin en de dwergen met behulp van de Ring. Zonder dat de elfen het zien varen Thorin, Bilbo en de dwergen in wijnvaten het paleis uit, op weg naar Meerstad. Onderweg worden ze aangevallen door Orks. De elfen Legolas en Tauriel komen de aan hen ontsnapte gevangenen toch te hulp. Als Thorin, Bilbo en de dwergen bij de oever komen maken ze kennis met Bard. Hij neemt hen mee naar Meerstad, waar Bard de dwergen binnensmokkelt door hen in tonnen te steken gevuld met vis. Ze worden bijna ontdekt door de handlanger van de Meester van Meerstad waarna Bard erachter komt dat Thorin en de dwergen het koninkrijk Erebor willen heroveren in plaats van dat ze kooplieden zijn zoals ze hem verteld hadden. Omdat hij geen oproer wil veroorzaken beschouwt de Meester van Meerstad de dwergen als helden. Thorin, Bilbo en de dwergen gaan de volgende dag naar de Eenzame Berg. De vier dwergen Kíli, Bofur, Óin en Fíli blijven in Meerstad omdat Kíli gewond is geraakt doordat Bolg (de zoon van Azog) hem door zijn been schoot.
Ondertussen is Gandalf aangekomen in Dol Guldur. Daar komt hij de tovenaar Radagast tegen. Hij stuurt hem op weg naar Galadriel. Na een tijdje wordt Gandalf aangevallen door de Orks die daar zijn. Gandalf gaat het gevecht aan met Sauron. Maar Gandalf is geen partij voor hem en zit gevangen in een kooi. Daarna gaat een heel leger Orks naar Meerstad.
Thorins gezelschap ziet in de verte de ruïnes van de verlaten stad Dal. Daarna komen ze aan bij de ingang van Erebor, waar ze de geheime toegangspoort van de berg zoeken. De zon gaat onder, dus denken Thorin en de dwergen dat het laatste licht van Durinsdag is geweest. Als het laatste licht van het jaar niet meer schijnt gaat de poort niet open. Wanneer de dwergen het opgeven, ontdekt Bilbo dat met het laatste licht het maanlicht bedoeld wordt. De geheime deur verschijnt en Thorin, Bilbo en de dwergen kunnen naar binnen gaan. Als ze binnen zijn, vertellen de dwergen dat Bilbo de Arkensteen moet vinden. Die zit ergens tussen het goud waar Smaug, de draak, bovenop slaapt. Terwijl Bilbo de steen zoekt, wordt de draak wakker. Na een gesprek tussen Bilbo en Smaug loopt de spanning te hoog op waarna Thorin, Bilbo en de dwergen vluchten van Smaug. Als Thorin en de dwergen allemaal gesmolten goud over de draak heen laten gieten, gaat Smaug naar buiten, op weg naar Meerstad.

## Rolverdeling
| Personage                     | Acteur               |
| ----------------------------- | -------------------- |
| Gandalf                       | Ian McKellen         |
| Bilbo Baggins                 | Martin Freeman       |
| Thorin Oakenshield II         | Richard Armitage     |
| Balin                         | Ken Stott            |
| Dwalin                        | Graham McTavish      |
| Bifur                         | William Kircher      |
| Bofur                         | James Nesbitt        |
| Bombur                        | Stephen Hunter       |
| Fíli                          | Dean O'Gorman        |
| Kíli                          | Aidan Turner         |
| Óin                           | John Callen          |
| Glóin                         | Peter Hambleton      |
| Nori                          | Jed Brophy           |
| Dori                          | Mark Hadlow          |
| Ori                           | Adam Brown           |
| Tauriel                       | Evangeline Lilly     |
| Legolas                       | Orlando Bloom        |
| Thranduil                     | Lee Pace             |
| Galadriel                     | Cate Blanchett       |
| Beorn                         | Mikael Persbrandt    |
| Radagast                      | Sylvester McCoy      |
| Bard de Boogschutter / Girion | Luke Evans           |
| Bain                          | John Bell            |
| Sigrid                        | Mary Nesbitt         |
| Tilda                         | Peggy Nesbitt        |
| Meester van Esgaroth          | Stephen Fry          |
| Alfrid                        | Ryan Gage            |
| Galion                        | Craig Hall           |
| Elros                         | Robin Kerr           |
| Lethuin                       | Eli Kent             |
| Feren                         | Simon London         |
| Smaug / Sauron                | Benedict Cumberbatch |
| Azog                          | Manu Bennett         |
| Bolg                          | Lawrence Makoare     |
| Narzug                        | Ben Mitchell         |
| Fimbul                        | Stephen Ure          |
| Thráin II Extended edition    | Antony Sher          |

## Verschillen tussen het boek en de film
De film beslaat de middelste hoofdstukken van het boek van Tolkien, maar voegt enkele verhaallijnen toe. Enkele verschillen zijn de volgende:
- In het boek ontmoeten Bilbo, Gandalf en de dwergen Beorn voor het eerst in mensengedaante en komen ze op theatrale wijze een voor een binnen om hem gunstig te stemmen. In de film komen ze hem voor ze zijn huis binnengaan tegen in de gedaante van een beer tegen en ontmoeten ze hem de volgende ochtend als mens.
- Gandalf verlaat het reisgezelschap bij de rand van het Demsterwold. In het boek verdwijnt hij daarna een tijd uit beeld zonder duidelijkheid over zijn verblijfplaats of activiteiten tot aan het einde van het boek. In de film wordt Gandalfs reis ook in beeld gebracht. Volgens het boek was hij op een vergadering van tovenaars waarop is besloten om de geestenbezweerder uit zijn toren in het Demsterwold te verdrijven. In de film gaat Gandalf eerst met Radagast op onderzoek uit en gaat hij daarna alleen Dol Guldur binnen, waar hij in een confrontatie met de Geestenbezweerder ontdekt dat dit Sauron is en gevangen komt te zitten.
- In het boek is Azog al dood en verschijnt zijn zoon Bolg op het einde ten tonele. In de film leeft Azog nog en zint hij op wraak op Thorin. Wanneer hij naar Dol Guldur wordt geroepen om de oorlog voor Sauron voor te bereiden, draagt hij Bolg op om Thorin te doden. Bolg en zijn orks leveren in de film een gevecht tegen de dwergen en elfen in het Demsterwold en op Esgaroth. De relatie tussen Azog en Bolg wordt in de film niet duidelijk.
- Legolas kwam niet voor in het boek The Hobbit en Tauriel in geen enkel boek van Tolkien.
- De rol van Bard is uitgebreid: in de film smokkelt hij Bilbo en de Dwergen Esgaroth binnen, terwijl ze in het boek zelf binnensluipen. Bard wordt in de film gevangengezet op last van de Meester, die hem als een politiek rivaal ziet. Een nieuw personage in deze intriges is Alfrid, een samenzwerende raadgever van de Meester.
- In tegenstelling tot in het boek hebben de dwergen en Smaug in de film een confrontatie in de berg. De dwergen doen een poging de draak te doden door hem met gesmolten goud te overgieten, maar Smaug overleeft dit.
- In Nagelaten vertellingen wordt er verteld over de ontmoeting tussen Gandalf en Thorin. Dit wordt niet verteld in De Hobbit. Dit vindt aan het begin van de film toch plaats.

## Achtergrond

### Muziek
De filmmuziek uit de film werd gecomponeerd door Howard Shore, en werd ook op een soundtrackalbum uitgebracht op 10 december 2013.